# J. Saunders Redding
J. Saunders Reding (Wilmington, 13 de outubro de 1906 — Ithaca, 5 de março de 1988) foi um autor e educador afro-estadunidense.

## Biografia
Nascido em 13 de outubro de 1906 em Wilmington, Delaware, Reding formou na Universidade Brown em 1928 e foi professor de inglês no Instituto Hampton (agora Universidade Hampton) de 1943 a 1967. Ele foi citado em 1944 pela Biblioteca Pública de Nova Iorque por suas contribuições notáveis para o entendimento inter-racial. Em 1970 Redding tornou-se o primeiro professor afro-americano da Faculdade de Artes e Ciências da Universidade Cornell e aposentou-se em 1975.
Redding escreveu livros como To Make a Poet Black (1939), uma autobiografia, No Day of Triumph (1944), Stranger and Alone (1950), They Came in Chains (1950), An American in India (1954), On Being Negro in America (1951) e Cavalcade (1970), uma antologia da literatura afro-americana que ele editou com A. P. Davis.
Redding morreu em 5 de março de 1988 em Ithaca, Nova York, aos 81 anos.